# 王汝訓
王汝訓（1551年—1610年），字師古，號泓陽、弘陽、洪陽，山東東昌府聊城縣人，軍籍，明朝政治人物。隆慶辛未進士，萬曆年間官至工部左侍郎。

## 生平
隆慶四年（1570年）庚午科山東鄉試第十九名舉人，五年（1571年）辛未科三甲第九十六名進士。都察院觀政，授元城縣知縣。萬曆三年（1575年）行取，升刑部主事，五年养病，丁憂。十三年改兵部武選司主事，十四年遷光祿寺丞，十六年四月奉使冊封諸王府。十七年三月升尚寶司少卿，九月升光祿寺少卿，十八年九月升南京大理寺右寺丞，十九年六月升南京太僕寺少卿，十月任太常寺少卿，二十年九月升太僕寺卿，十月改光祿寺卿。二十一年正月升都察院左僉都御史、协理院事，四月進右副都御史、巡撫浙江，因前國子監祭酒致仕范應期自殺案，二十二年（1594年）十月革職聽勘。
家居十五年，三十六年（1608年）七月起復任南京刑部右侍郎，三十七年（1609年）正月召為北京工部左侍郎，四月掌本部印信，署部事。三十八年（1610年）五月卒，年六十，贈工部尚書，諡恭介。

## 著作
纂《東昌府志》二十二卷。有疏草二卷。

## 家族
曾祖王釗；祖父王奎；父王藩。嫡母劉氏；生母曾氏。具慶下。兄王汝謙，弟王汝謹、王汝詠。無子，以從兄子王國楷为嗣。

## 延伸阅读
[在维基数据编辑]
 《明史卷二百三十五》，出自《明史》

| 官衔                   | 官衔                             | 官衔          |
| ---------------------- | -------------------------------- | ------------- |
| 前任： 鄭廷相 洪洞舉人 | 明朝元城縣知縣 隆慶五年-萬曆三年 | 繼任： 萬世德 |